# Gran Premio di Svizzera 1952
Il Gran Premio di Svizzera 1952 è stata la prima prova della stagione 1952 del campionato mondiale di Formula 1. La gara si è tenuta domenica 18 maggio sul circuito di Bremgarten a Berna ed è stata vinta dall'italiano Piero Taruffi su Ferrari, al primo e unico successo in carriera; Taruffi ha preceduto all'arrivo lo svizzero Rudi Fischer su Ferrari e il francese Jean Behra su Gordini.

## Vigilia

### Aspetti tecnici
A seguito dei ritiri dell'Alfa Romeo e della Talbot-Lago dal campionato mondiale e del termine della collaborazione tra SIMCA e Gordini, come squadra competitiva sotto il regolamento della Formula 1 rimane solamente la Scuderia Ferrari. La Federazione Internazionale dell'Automobile decide dunque di passare per la stagione 1952 ai regolamenti di Formula 2, i quali prevedono vetture con motori da 2 litri aspirati — fatta eccezione per la 500 Miglia di Indianapolis, la quale si corre ancora con i regolamenti delle passate stagioni —, con l'intenzione di far aumentare i partecipanti in gara. Da questa stagione, inoltre, è stato reso obbligatorio l'uso del casco ma ancora non sono stati stabiliti limiti per quanto concerne il peso delle auto.
La Scuderia Enrico Platé ha corso le prime due stagioni con delle Maserati 4CLT-48, le quali tuttavia possedevano un motore da 1,5 litri sovralimentato, seguendo le obsolete regolamentazioni di Formula 1. Per adattarlo a quelle di Formula 2 è stato necessario eliminare il compressore dal motore e aumentarne la cilindrata a 2000 cm³. In seguito a queste massicce modifiche effettuate al motore della Maserati da parte della squadra svizzera, Enrico Platé, col permesso concesso dalla casa del Tridente, ha voluto iscrivere le vetture della propria scuderia come Maserati-Platé anziché Maserati. Queste modifiche fanno della Scuderia Enrico Platé l'unico produttore di motori di Formula 1 in Svizzera.
Il pilota tedesco Hans Stuck partecipa alla gara con una AFM, costruttore debuttante, motorizzata Küchen, il quale si tratta del primo motore V8 di Formula 1.

### Aspetti sportivi
Il Gran Premio, giunto alla sua terza edizione, rappresenta la gara inaugurale della stagione, il primo evento di 8 stabiliti nel calendario del campionato. Svoltosi per la seconda volta nel mese di maggio e in apertura di stagione, si tratta in totale della tredicesima gara stagionale considerate le prime sei extra calendario di Formula Libre, Formula 1 e Formula 2, corse tra il 20 gennaio e l'11 maggio, nelle quali era già stato evidente il dominio della Ferrari. Esse sono state il Gran Premio di Rio de Janeiro, il Gran Premio di Siracusa, il Gran Premio del Valentino, il Richmond Trophy, la Lavant Cup, il Gran Premio di Pau, il Gran Premio di Ibsley, il Gran Premio di Marsiglia, la Aston Martin Owners Club Formula 2 Race, l'International Trophy, l'Eläintarhanajot e il Gran Premio di Napoli.
Tra le squadre ufficiali, al Gran Premio sono iscritte la Scuderia Ferrari, con tre 500 guidate da Nino Farina, Piero Taruffi e André Simon, la Alex von Falkenhausen Motorenbau, con il tedesco Hans Von Stuck al volante di una AFM 50 motorizzata Küchen, la Equipe Gordini, con due Gordini T16 guidate da Robert Manzon e Jean Behra e una Simca-Gordini T15 da Prince Bira, e la HW Motors, con quattro HWM 52 guidate dai britannici George Abecassis, Peter Collins, Lance Macklin e Stirling Moss.
tra le scuderie private ci sono la Écurie Espadon, con Rudi Fischer e Peter Hirt rispettivamente al volante di una Ferrari 500 e di una 212, la Ecurie Richmond, con due Cooper T20 guidate da Eric Brandon e Alan Brown, la Écurie Rosier, con i francesi Louis Rosier e Maurice Trintignant rispettivamente alla guida di una Ferrari 500 e di una 166, la Scuderia Franera, con Ken Wharton alla guida di una Frazer-Nash FN48, e la Scuderia Enrico Platé, con due Maserati 4CLT-48 guidate da Toulo de Graffenried e Harry Schell.
Tra i piloti privati erano presenti solamente il tedesco Toni Ulmen su Veritas Meteor e lo svizzero Max de Terra su Simca-Gordini T11 motorizzata SIMCA.
Alla gara non erano presenti l'italiano Alberto Ascari della Scuderia Ferrari, a causa della partecipazione alla contemporanea 500 Miglia di Indianapolis, e gli argentini Juan Manuel Fangio e José Froilán González della Officine Alfieri Maserati poiché la loro vettura, la nuova Maserati A6GCM, non era ancora pronta.

## Qualifiche

### Resoconto
In qualifica Nino Farina ottiene la pole position, la terza in carriera, con Piero Taruffi e Robert Manzon che si piazzano in prima riga assieme a lui. Dietro di loro André Simon e Rudi Fischer con la terza fila capeggiata da Peter Collins, Jean Behra e Toulo de Graffenried in una vecchia Maserati.

### Risultati
Nella sessione di qualifica si è avuta questa situazione:
| Pos | Nº | Pilota               | Costruttore           | Tempo       | Griglia |
| --- | -- | -------------------- | --------------------- | ----------- | ------- |
| 1   | 28 | Nino Farina          | Ferrari               | 2'47"5      | 1       |
| 2   | 30 | Piero Taruffi        | Ferrari               | 2'50"1      | 2       |
| 3   | 8  | Robert Manzon        | Gordini               | 2'52"1      | 3       |
| 4   | 32 | André Simon          | Ferrari               | 2'52"4      | 4       |
| 5   | 42 | Rudi Fischer         | Ferrari               | 2'53"3      | 5       |
| 6   | 18 | Peter Collins        | HWM-Alta              | 2'55"9      | 6       |
| 7   | 6  | Jean Behra           | Gordini               | 2'55"9      | 7       |
| 8   | 38 | Toulo de Graffenried | Maserati-Platé        | 2'56"4      | 8       |
| 9   | 46 | Stirling Moss        | HWM-Alta              | 2'56"4      | 9       |
| 10  | 16 | George Abecassis     | HWM-Alta              | 2'56"9      | 10      |
| 11  | 10 | Prince Bira          | Simca-Gordini-Gordini | 2'59"3      | 11      |
| 12  | 20 | Lance Macklin        | HWM-Alta              | 3'00"2      | 12      |
| 13  | 22 | Ken Wharton          | Frazer-Nash-Bristol   | 3'00"9      | 13      |
| 14  | 2  | Hans Von Stuck       | AFM-Küchen            | 3'01"7      | 14      |
| 15  | 26 | Alan Brown           | Cooper-Bristol        | 3'02"5      | 15      |
| 16  | 4  | Toni Ulmen           | Veritas               | 3'05"6      | 16      |
| 17  | 24 | Eric Brandon         | Cooper-Bristol        | 3'05"8      | 17      |
| 18  | 40 | Harry Schell         | Maserati-Platé        | 3'07"6      | 18      |
| 19  | 44 | Peter Hirt           | Ferrari               | 3'10"2      | 19      |
| 20  | 12 | Louis Rosier         | Ferrari               | senza tempo | 20      |
| 21  | 50 | Max de Terra         | Simca-Gordini-SIMCA   | senza tempo | 21      |
| 22  | 14 | Maurice Trintignant  | Ferrari               | senza tempo | 22      |

## Gara

### Resoconto
In gara Nino Farina comandò la sua Ferrari fino quando si ruppe al 16º giro. Questo lasciò Piero Taruffi comandare fino alla fine della corsa. Farina prese la macchina di André Simon ma si ruppe anche quella. Stirling Moss dopo una grande gara fu costretto al ritiro lasciando Jean Behra e Simon battagliare per il secondo posto fino a quando Simon è stato richiamato. Alla fine sarà Rudi Fischer a piazzarsi secondo davanti a Behra e Ken Wharton.
Piero Taruffi conquista la sua unica vittoria in Formula 1 e la Ferrari, grazie anche al secondo posto dello svizzero Rudi Fischer, ottiene la seconda doppietta, mentre per la Gordini è il primo podio.

### Risultati
I risultati del Gran Premio sono i seguenti:
| Pos | Nº | Pilota                  | Costruttore           | Giri | Tempo/Ritiro       | Griglia | Punti |
| --- | -- | ----------------------- | --------------------- | ---- | ------------------ | ------- | ----- |
| 1   | 30 | Piero Taruffi           | Ferrari               | 62   | 3h01'46"1          | 2       | 9     |
| 2   | 42 | Rudi Fischer            | Ferrari               | 62   | +2'37"2            | 5       | 6     |
| 3   | 6  | Jean Behra              | Gordini               | 61   | +1 giro            | 7       | 4     |
| 4   | 22 | Ken Wharton             | Frazer-Nash-Bristol   | 60   | +2 Giri            | 13      | 3     |
| 5   | 26 | Alan Brown              | Cooper-Bristol        | 59   | +3 Giri            | 15      | 2     |
| 6   | 38 | Toulo de Graffenried    | Maserati-Platé        | 58   | +4 Giri            | 8       |       |
| 7   | 44 | Peter Hirt              | Ferrari               | 56   | +6 Giri            | 19      |       |
| 8   | 24 | Eric Brandon            | Cooper-Bristol        | 55   | +7 Giri            | 17      |       |
| Rit | 10 | Prince Bira             | Simca-Gordini-Gordini | 52   | Motore             | 11      |       |
| Rit | 32 | André Simon Nino Farina | Ferrari               | 51   | Alternatore        | 4       |       |
| Rit | 40 | Harry Schell            | Maserati-Platé        | 31   | Motore             | 18      |       |
| Rit | 46 | Stirling Moss           | HWM-Alta              | 24   | Ritiro volontario  | 9       |       |
| Rit | 20 | Lance Macklin           | HWM-Alta              | 24   | Ritiro volontario  | 12      |       |
| Rit | 8  | Robert Manzon           | Gordini               | 20   | Radiatore          | 3       |       |
| Rit | 28 | Nino Farina             | Ferrari               | 16   | Alternatore        | 1       |       |
| Rit | 18 | Peter Collins           | HWM-Alta              | 12   | Semiasse           | 6       |       |
| Rit | 16 | George Abecassis        | HWM-Alta              | 12   | Semiasse           | 10      |       |
| Rit | 4  | Toni Ulmen              | Veritas               | 4    | Motore             | 16      |       |
| Rit | 2  | Hans Von Stuck          | AFM-Küchen            | 4    | Perdita di benzina | 14      |       |
| Rit | 12 | Louis Rosier            | Ferrari               | 2    | Incidente          | 20      |       |
| Rit | 50 | Max de Terra            | Simca-Gordini-SIMCA   | 1    | Alternatore        | 21      |       |
| NP  | 14 | Maurice Trintignant     | Ferrari               | 0    | Motore             | –       |       |

Piero Taruffi riceve un punto addizionale per aver segnato il giro più veloce della gara.

## Classifica mondiale
| Pos | Pilota        | Punti |
| --- | ------------- | ----- |
| 1   | Piero Taruffi | 9     |
| 2   | Rudi Fischer  | 6     |
| 3   | Jean Behra    | 4     |
| 4   | Ken Wharton   | 3     |
| 5   | Alan Brown    | 2     |